# Немцов, Максим Владимирович
Макси́м Влади́мирович Немцо́в (род. 16 января 1963, Владивосток) — российский переводчик, редактор, создатель интернет-ресурса переводчиков «Лавка языков».

## Биография
Окончил филологический факультет Дальневосточного университета. Редактировал самиздатовский рок-журнал с явным культурологическим уклоном «ДВР». Работал пассажирским помощником капитана, редактором в газете, помощником консула по прессе и информации в Генеральном консульстве США во Владивостоке. Переводил телевизионные программы в первом на территории России медийном предприятии с иностранным капиталом — Российской вещательной корпорации (РВК). В 1996—2003 гг. поддерживал электронную библиотеку «Лавка языков», опубликовал на этом сайте ряд собственных переводов Уильяма Берроуза, Гая Давенпорта, Джека Керуака, Чарлза Буковски и других англоязычных поэтов и прозаиков.
С 2001 года в Москве, сотрудничал в качестве редактора и переводчика с ведущими издательствами Москвы и Санкт-Петербурга. Опубликованы и многократно переизданы его переводы 12 романов Керуака, в том числе «На дороге», воспоминаний Боба Дилана «Хроники» и его романа «Тарантул», рассказов и романов Пола Боулза, несколько сборников стихотворений Леонарда Коэна, многочисленные поэтические сборники Чарлза Буковски, 4 романа Томаса Пинчона и роман «Радуга тяготения» (в соавторстве с переводчицей Анастасией Грызуновой) и многие другие. В его переводах издаются романы Ричарда Бротигана, Джона Кеннеди Тула, Доналда Бартелми, Кристофера Мура, Кирила Бонфильоли, Магнуса Миллза, Джона Бойна. В 2018 году увидел свет его перевод романа «4321» Пола Остера, а в 2021-м — романа «Тоннель» классика американского постмодернизма Уильяма Гэсса. 
Обладатель звания «Редактор года» (2002), присуждаемого газетой «Книжное обозрение». В 2012 году стал одним из первых лауреатов Премии Норы Галь за перевод рассказа с английского языка.

## Личная жизнь
Живёт в Москве.
Жена — переводчик, редактор, издатель Шаши Мартынова (бывший главный редактор издательства Livebook).
С 2016 года совместно ведут издательский проект «Скрытое золото XX века Архивная копия от 8 ноября 2021 на Wayback Machine».  

## Критика
Особое внимание критики привлекли выполненные Немцовым новые переводы произведения Дж. Д. Сэлинджера, полемичные по отношению к ставшими классикой переводам Риты Райт, Норы Галь и других мастеров советской переводческой школы. 
От фразы к фразе, а иногда в пределах одного предложения его Колфилд — перестроечный пэтэушник, дореволюционный крестьянин, послевоенный фраерок и современный двоечник со смартфоном. «В Пенси играть с Саксон-Холлом — всегда кипиш». «Это для лохов». «У него теперь грошей много». «Шнобель». «Халдей». «Брательник». «Не в жилу мне про это трындеть». «Захезанные Приблуды» (всего-навсего toilet articles, туалетные принадлежности). «Сквозняки, но не путевые сквозняки — фофаны» (последнее — о джаз-группе, и тут я не могу судить о точности перевода по неожиданной причине: перестал понимать русский язык).
Михаил Идов о переводе романа The Catcher in the Rye
Не менее полемичным является вопрос качества переводов Томаса Пинчона. Как простые читатели, так и литературные критики замечали, что оригинальный текст воспринимается понятнее русского перевода. 
Читать «Bleeding Edge» и в оригинале не пряник, а в переводе (особенно при беспрерывных сравнениях с оригиналом, без которых вообще не разберешься, что хотел сказать автор) — задача поистине титаническая, головоломная до мигрени. Стоит ли результат затраченных усилий и нельзя ли было вызвать то послевкусие, которого добивался Пинчон, более экономными средствами?
Дмитрий Быков о переводе романа Bleeding Edge
Литературный критик Галина Юзефович, в свою очередь, сравнила качество переводов Немцова с работами Виктора Вебера, основным переводчиком на русский язык творчества Стивена Кинга, чьи работы многие годы вызывают справедливое нарекание у читающей публики:
Выдающийся знаток языка и реалий, Немцов в то же время в своих переводах применяет такие — выразимся деликатно — нестандартные решения, что на выходе результат его работы (долгой, осмысленной и кропотливой) часто не сильно отличается от результатов работы поденщика Вебера.